# Mac Mini
Mac Mini (stylizováno jako Mac mini) je miniaturní stolní počítač od firmy Apple. Výhodou oproti ostatním řadám stolních počítačů Apple je jeho cena a kompaktnost. Tento produkt byl prezentován zkratkou "BYODKM" (Bring Your Own Display, Keyboard, and Mouse). 

Mac Mini představuje díky relativně nízké ceně možnost jak vstoupit do světa Apple s co nejnižšími náklady za využití stávajících periferií (displej, klávesnice, myš) a umožnit přechod současným uživatelům Windows. 
Poprvé byl představen 11. ledna roku 2005 na konferenci Macworld Expo. Celosvětově (a tedy i v České republice) se začal prodávat 29. ledna téhož roku. Mac Mini byl oznámen ve stejnou dobu, jako miniaturní hudební přehrávač iPod shuffle, přičemž management firmy očekával od obou těchto výrobků, že svou nízkou cenou zaujmou nový segment trhu, zákazníky citlivé na cenu, což se podařilo.
Od ledna 2006 se počítač dodává s procesorem Intel, tím Apple zahájil přechod od procesorů PowerPC na zcela odlišnou procesorovou platformu Intel. 
V listopadu 2020 Apple představil první Mac mini vybaveny procesorem Apple M1 založený na ARM architektuře. 

## Přehled
Od ostatních počítačů se Mac Mini odlišuje především svými extrémně malými rozměry: je 19,7 cm široký, 19,7 cm hluboký a 3,6 cm vysoký. Počítač se na rozdíl od ostatních produktů Apple prodává bez klávesnice a myši. Taková nabídka vychází z předpokladu, že Mac Mini je přístroj pro „switchers“ – lidi, kteří přecházejí na Apple z počítače PC se systémem Microsoft Windows a využijí své původní příslušenství.
Poslední generace Mac Mini (M1, 2020) používá ke komunikaci s příslušenstvím porty Thunderbolt / USB 4 a USB Type-A, což činí z napojení kompatibilních zařízení velmi jednoduchou záležitost. Pro připojení monitoru slouží porty Thunderbolt / USB 4 a HDMI 2.0. 
Jako operační systém používá Mac Mini Mac OS X, který je v počítači nainstalovaný z výroby. 

### Mac mini (M1, 2020)
V listopadu 2020 Apple představil první Mac mini s vlastním procesorem Apple Silicon M1, který je vybaven 8jádrovým CPU se 4 výkonnými jádry „Firestorm“ a 4 účinnými jádry „Icestorm“, 8jádrovým GPU a 16jádrovým Apple Neural Engine, který je zodpovědný za zrychlení a optimalizaci umělé inteligence a za úkoly strojového učení. 

K počítači lze připojit až dva displeje najednou, jeden přes Thunderbolt s rozlišením až 6K při 60 Hz a druhý přes HDMI 2.0 s rozlišením až 4K při 60 Hz.
Počítač má dvě konfigurace RAM — 8 a 16GB a 4 konfigurace úložiště — 256GB až 2TB SSD. Mac mini (M1, 2020) má 2 porty Thunderbolt / USB 4, 2 porty USB Type-A, RJ45, HDMI a 3,5mm sluchátkový výstup. 

### Mac mini (Late 2018)
V říjnu 2018 společnost Apple vydala obnovený Mac mini na bázi procesoru Intel Core 8. generace (Coffee Lake) s operační pamětí 8 až 64GB a úložištím 128GB až 2TB SSD. Tato generace je vybavena integrovaným GPU Intel UHD Graphics 630, který podporuje přehrávání 4K videa. Základní konfigurace měla 3,6 GHz 4jádrový procesor Intel Core i3 bez Turbo Boostu a nejvyšší konfigurace pak obsahovala 6jádrový Intel Core i7 s frekvencí 3,2 GHz (Turbo Boost až 4,6 GHz). 
Mac mini (Late 2018) má 2 porty USB Type-A, RJ45, HDMI, 3,5mm sluchátkový výstup a nově taky dostal 4 porty Thunderbolt 3 s podporou DisplayPort. 
Mac mini podporuje připojení až třech displejů najednou, v případě třech s maximálním rozlišením až 4K při 60 Hz a v případě dvou — jeden displej s rozlišením až 5K při 60 Hz přes ThunderBolt 3 a druhý s rozlišením až 4K při 60 Hz přes HDMI 2.0. 

### M1 Mac mini vs. Intel Mac mini
V roce 2022 Mac mini (Late 2018) zůstal jedním z posledních počítačů v nabídce Apple na bázi procesoru Intel. Apple zařízení na bázi intel procesorů byly již ukončeny.
|                                | M1 Mac mini                                                                  | Intel Mac mini                                                                       |
| ------------------------------ | ---------------------------------------------------------------------------- | ------------------------------------------------------------------------------------ |
| Procesor                       | Osmijádrový čip Apple M1 s osmijádrovým GPU a 16jádrovým Neural Engine       | Až 6jádrový procesor Intel Core i7 s grafikou Intel UHD Graphics 630                 |
| Podpora externí grafické karty | Ne                                                                           | Ano                                                                                  |
| Operační paměť (RAM)           | Až 16 GB                                                                     | Až 64 GB                                                                             |
| Podpora displejů               | Podpora max. dvou displejů najednou (jeden s rozlišením až 6K a druhý až 4K) | Podpora až třech 4K displejů nebo jednoho 5K displeje a jednoho 4K displeje najednou |
| Porty                          | Dva porty Thunderbolt / USB 4                                                | Čtyři porty Thunderbolt 3 (USB-C)                                                    |
| Wi-Fi                          | 802.11ax Wi-Fi 6                                                             | 802.11ac Wi-Fi                                                                       |
| Barva                          | Stříbrná                                                                     | Vesmírně šedá                                                                        |
| Hmotnost                       | 1,2 kg                                                                       | 1,3 kg                                                                               |

## Unibody design

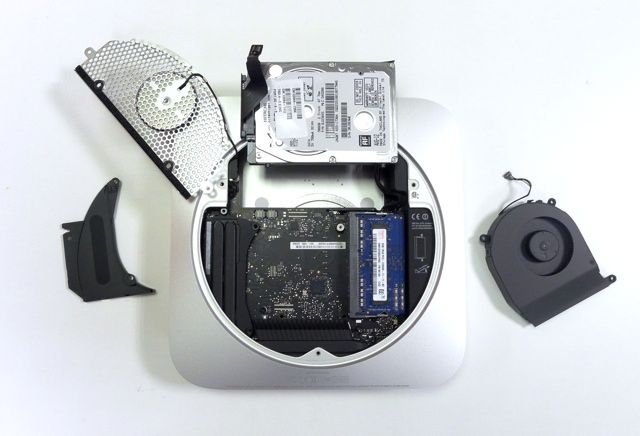
Mac mini (Late 2012)

Od roku 2010 má Mac mini neměnný design Unibody, znamená to, že se tělo počítače vyrábí z jednoho masivního kusu kovu. 
Pozitivní stránkou Mac mini se skříní Unibody je jeho odolnost a minimalistický elegantní vzhled. Hlavní nevýhodou je ale nemožnost upgradu jednotlivých části počítače u aktuálně dostupných generací. (Výjimkou je Mac mini „Late 2018“, u nějž lze upgradovat RAM)

## Rozdíly mezi verzemi
| PowerPC G4           | PowerPC G4                                       | PowerPC G4                                      | PowerPC G4                                      |
| Model                | Začátek roku 2005                                | Střed roku 2005                                 | Konec roku 2005                                 |
| -------------------- | ------------------------------------------------ | ----------------------------------------------- | ----------------------------------------------- |
| Datum uvedení na trh | 11. leden 2005                                   | 26. červenec 2005                               | 27. září 2005                                   |
| Čísla modelů         | M9686*/A M9687*/A ek\|M9686*/B M9687*/B M9971*/B | M9687*/B M9971*/B                               |                                                 |
| Vyráběné modely      | PowerMac10,1                                     | PowerMac10,1                                    | PowerMac10,2                                    |
| Grafická karta       | ATI Radeon 9200 s 32 MiB DDR SDRAM.              | ATI Radeon 9200 s 32 MiB DDR SDRAM.             | ATI Radeon 9200 s 32 MiB nebo 64 MiB DDR SDRAM. |
| Pevný disk           | 40 GB nebo 80 GB Ultra ATA/100 4200-rpm          | 40 GB nebo 80 GB Ultra ATA/100 4200-rpm         | 40 GB nebo 80 GB Ultra ATA/100 5400-rpm         |
| Procesor             | 1,25 GHz nebo 1,42 GHz PowerPC G4 (7447A)        | 1,25 GHz nebo 1,42 GHz PowerPC G4 (7447A)       | 1,33 GHz nebo 1,5 GHz PowerPC G4 (7447A)        |
| RAM                  | 256 MiB 333 MHz DDR SDRAM Rozšiřitelné na 1 GiB  | 256 MiB 333 MHz DDR SDRAM Rozšiřitelné na 1 GiB | 512 MiB 333 MHz DDR SDRAM Rozšiřitelné na 1 GiB |
| AirPort Extreme      | Volitelně nebo integrované 802.11b/g             | Volitelně nebo integrované 802.11b/g            | Volitelně nebo integrované 802.11b/g            |
| Ethernet             | 10/100 Base-T                                    | 10/100 Base-T                                   | 10/100 Base-T                                   |
| Optická mechanika    | 24x Combo drive nebo 24x SuperDrive              | 24x Combo drive nebo 24x SuperDrive             | 24x Combo drive nebo 24x SuperDrive             |
| Váha                 | 1,32 kg                                          | 1,32 kg                                         | 1,32 kg                                         |
| Rozměry              | 50,8 × 165,1 × 165,1 mm                          | 50,8 × 165,1 × 165,1 mm                         | 50,8 × 165,1 × 165,1 mm                         |

|                                    | Intel Core                                                           | Intel Core                                                   | Intel Core 2 Duo                                           | Intel Core 2 Duo                                                                                             | Intel Core 2 Duo                                                                                             | Intel Core 2 Duo |
| Model                              | Začátek roku 2006                                                    | Konec roku 2006                                              | Střed roku 2007                                            | Začátek roku 2009                                                                                            | Konec roku 2009                                                                                              |                  |
| ---------------------------------- | -------------------------------------------------------------------- | ------------------------------------------------------------ | ---------------------------------------------------------- | --- | --- | ---------------- |
| Datum uvedení na trh               | 28. únor 2006                                                        | 6. září 2006                                                 | 7. srpen 2007                                              | 3. březen 2009                                                                                               | 20. říjen 2009                                                                                               |                  |
| Čísla modelů                       | MA205*/A MA206*/A                                                    | MA607*/A MA608*/A                                            | MB138*/A MB139*/A                                          | MB463*/A MB464*/A                                                                                            | MC238*/A MC239*/A MC408*/A                                                                                   |                  |
| Vyráběné modely                    | Mac Mini1,1                                                          | Mac Mini1,1                                                  | Mac Mini 2,1                                               | Mac Mini 3,1                                                                                                 | Mac Mini 3,1                                                                                                 |                  |
| Grafická karta paměť sdílená s RAM | Intel GMA 950 s 64 MiB DDR2 SDRAM                                    | Intel GMA 950 s 64 MiB DDR2 SDRAM                            | Intel GMA 950 s 64 MiB DDR2 SDRAM                          | Nvidia GeForce 9400M s 128 MiB nebo 256 MiB DDR3 SDRAM                                                       | Nvidia GeForce 9400M s 256 MiB DDR3 SDRAM                                                                    |                  |
| Pevný disk                         | 60 GB nebo 80 GB Serial ATA Volitelně 100 GB nebo 120 GB             | 60 GB nebo 80 GB Serial ATA Volitelně 100 GB, 120 GB, 160 GB | 80 GB nebo 120 GB Serial ATA Volitelně 160 GB              | 120 GB nebo 320 GB Serial ATA Volitelně 250 GB                                                               | 160 GB nebo 320 GB Serial ATA 2 × 500 GB u server modelu Volitelně 500 GB                                    |                  |
| Procesor                           | 1,5 GHz Intel Core Solo (T1200) nebo 1,66 GHz Intel Core Duo (T2300) | 1,66 GHz (T2300) nebo 1,83 GHz (T2400) Intel Core Duo        | 1,83 GHz (T5600) nebo 2,0 GHz (T7200) Intel Core 2 Duo     | 2,0 GHz (P7350) Intel Core 2 Duo Volitelně 2,26 GHz (P8400) Intel Core 2 Duo                                 | 2,26 GHz (P7550) nebo 2,53 GHz (P8700) Intel Core 2 Duo Volitelně 2,66 GHz (P8800) Intel Core 2 Duo          |                  |
| RAM                                | 512 MiB (2×256 MiB) 667 MHz DDR2 SDRAM Rozšiřitelné na 2 GiB         | 512 MiB (2×256 MiB) 667 MHz DDR2 SDRAM Rozšiřitelné na 2 GiB | 1 GiB (2×512 MiB) 667 MHz DDR2 SDRAM Rozšiřitelné na 3 GiB | 1 GiB (1×1 GiB) nebo 2 GiB (2×1 GiB) of 1066 MHz DDR3 SDRAM Rozšiřitelné na 8 GiB (4 GiB podporováno Applem) | 2 GiB (2×1 GiB) nebo 4 GiB (2×2 GiB) of 1066 MHz DDR3 SDRAM Rozšiřitelné na 8 GiB (4 GiB podporováno Applem) |                  |
| AirPort Extreme                    | Integrovaný Atheros 802.11b/g                                        | Integrovaný Atheros 802.11b/g                                | Integrovaný Atheros 802.11b/g                              | Integrovaný Broadcom 802.11a/b/g/draft-n                                                                     | Integrovaný Broadcom 802.11a/b/g/n                                                                           |                  |
| Ethernet                           | 10/100/1000 Base-T                                                   | 10/100/1000 Base-T                                           | 10/100/1000 Base-T                                         | 10/100/1000 Base-T                                                                                           | 10/100/1000 Base-T                                                                                           |                  |
| Optická mechanika                  | 24x Combo drive nebo 24x SuperDrive                                  | 24x Combo drive nebo 24x SuperDrive                          | 24x Combo drive nebo 24x SuperDrive                        | 24x SuperDrive                                                                                               | 24x SuperDrive Žádná mechanika u server modelu                                                               |                  |
| Váha                               | 1,32 kg                                                              | 1,32 kg                                                      | 1,32 kg                                                    | 1,32 kg | 1,32 kg |                  |
| Rozměry                            | 50,8 × 165,1 × 165,1 mm                                              | 50,8 × 165,1 × 165,1 mm                                      | 50,8 × 165,1 × 165,1 mm                                    | 50,8 × 165,1 × 165,1 mm                                                                                      | 50,8 × 165,1 × 165,1 mm                                                                                      |                  |

|                                              | Intel Core 2 Duo (Unibody) | Intel Core i5 & i7 | Intel Core i5 & i7 | Intel Core i5 & i7 | Intel Core i5 & i7 |
| Model                                        | Střed roku 2010 | Konec roku 2012 | Konec roku 2014 | Konec roku 2014 | Konec roku 2014 |
| -------------------------------------------- | --- | --- | --- | --- | --- |
| Datum uvedení na trh                         | 2010-06-15 | 2012-10-23 | 2014-10-16 | 2014-10-16 | 2014-10-16 |
| Čísla modelů                                 | MC270*/A MC438*/A | MD387LL/A | MGEM2*/A | MGEN2*/A | MGEQ2*/A |
| Vyráběné modely                              | Mac Mini 4,1 | Mac Mini 6,1 | Mac Mini 7,1 | Mac Mini 7,1 | Mac Mini 7,1 |
| Grafická karta paměť sdílená s RAM           | NVIDIA GeForce 320M s 256 MiB of DDR3 SDRAM                                                                                    | Intel HD 4000 | Intel HD Graphics 5000 | Intel Iris Graphics 5100 | Intel Iris Graphics 5100 |
| Pevný disk 5400-rpm pokud není uvedeno jinak | 320 GB Serial ATA Volitelně 500 GB 2 × 500 GB 7200-rpm Serial ATA u server modelu                                              | 500 GB 5400 rpm SATA HDD Volitelně 1 TB 5400 rpm SATA HDD, nebo 1 TB Fusion Drive, nebo 256 GB SSD                                                         | 500 GB 5400 rpm SATA HDD Volitelně 1 TB Fusion Drive                                                                         | 1 TB 5400 rpm SATA HDD Volitelně 1 TB Fusion Drive, nebo 256 GB SSD                                                                    | 1 TB Fusion Drive Volitelně 2 TB Fusion Drive, nebo 256 GB, 512 GB nebo 1 TB SSD                                                       |
| Procesor                                     | 2,4 GHz (P8600) Intel Core 2 Duo Volitelně 2,66 GHz (P8800) Intel Core 2 Duo 2,66 GHz (P8800) Intel Core 2 Duo u server modelu | 2,5 GHz dvoujádrový Intel Core i5 (i5-3210M Turbo Boost do 3,1 GHz) Volitelně 2,3 GHz (P8800) čtyřjádrový Intel Core i7 (i7-3615QM Turbo Boost do 3,3 GHz) | 1,4 GHz (Turbo Boost až 2,7 GHz) dvoujádrový Intel Core i5 (i5-4260U)                                                        | 2,6 GHz (3,1 GHz) dvoujádrový Intel Core i5 (i5-4278U) Volitelně 3,0 GHz (Turbo Boost až 3,5 GHz) dvoujádrový Intel Core i5 (i7-4578U) | 2,8 GHz (3,3 GHz) dvoujádrový Intel Core i5 (i5-4308U) Volitelně 3,0 GHz (Turbo Boost až 3,5 GHz) dvoujádrový Intel Core i5 (i7-4578U) |
| RAM                                          | 2 GiB (2×1 GiB) 1066 MHz DDR3 SDRAM 4 GiB (2×2 GiB) 1066 MHz DDR3 SDRAM u server modelu Rozšiřitelné na 8 GiB (2×4 GiB)        | 4 GB (2 × 2 GB) 1600 MHz DDR3 Rozšiřitelné na 8 GB (2×4 GB), nebo 16 GB (2x8 GB)                                                                           | 4 GB 1600 MHz DDR3 připájená na základní desce Volitelně 8 GB nebo 16 GB 1600 MHz DDR3 SDRAM k dispozici pouze v době nákupu | 8 GB 1600 MHz DDR3 připájená na základní desce Volitelně 6 GB 1600 MHz DDR3 SDRAM k dispozici pouze v době nákupu                      | 8 GB 1600 MHz DDR3 připájená na základní desce Volitelně 6 GB 1600 MHz DDR3 SDRAM k dispozici pouze v době nákupu                      |
| AirPort                                      | Integrovaný Broadcom 802.11a/b/g/n                                                                                             | AirPort Extreme (802.11a/b/g/n) | AirPort Extreme (802.11a/b/g/n/ac)                                                                                           | AirPort Extreme (802.11a/b/g/n/ac) | AirPort Extreme (802.11a/b/g/n/ac) |
| Optická mechanika                            | 24x SuperDrive Žádná mechanika u server modelu                                                                                 | žádná (Volitelně externí SuperDrive) | žádná (Volitelně externí SuperDrive)                                                                                         | žádná (Volitelně externí SuperDrive)                                                                                                   | žádná (Volitelně externí SuperDrive)                                                                                                   |
| Váha                                         | 1,37 kg 1,29 kg u server modelu                                                                                                | 1,2 kg 1,3 kg u server modelu | 1,2 kg | 1,2 kg | 1,2 kg |
| Rozměry                                      | 36 × 197 × 197 mm (1,4" x 7,7" x 7,7")                                                                                         | 36 × 197 × 197 mm (1,4" x 7,7" x 7,7") | 36 × 197 × 197 mm (1,4" x 7,7" x 7,7")                                                                                       | 36 × 197 × 197 mm (1,4" x 7,7" x 7,7")                                                                                                 | 36 × 197 × 197 mm (1,4" x 7,7" x 7,7")                                                                                                 |

## Galerie

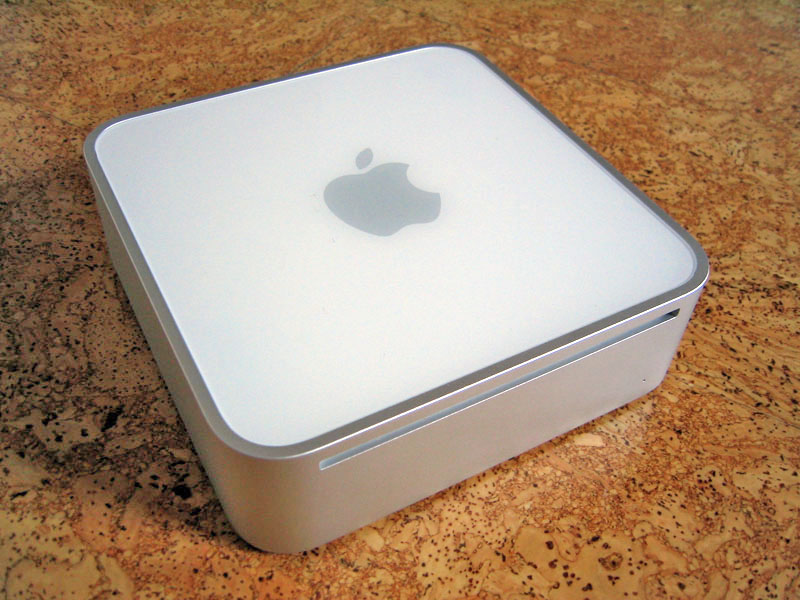
První generace
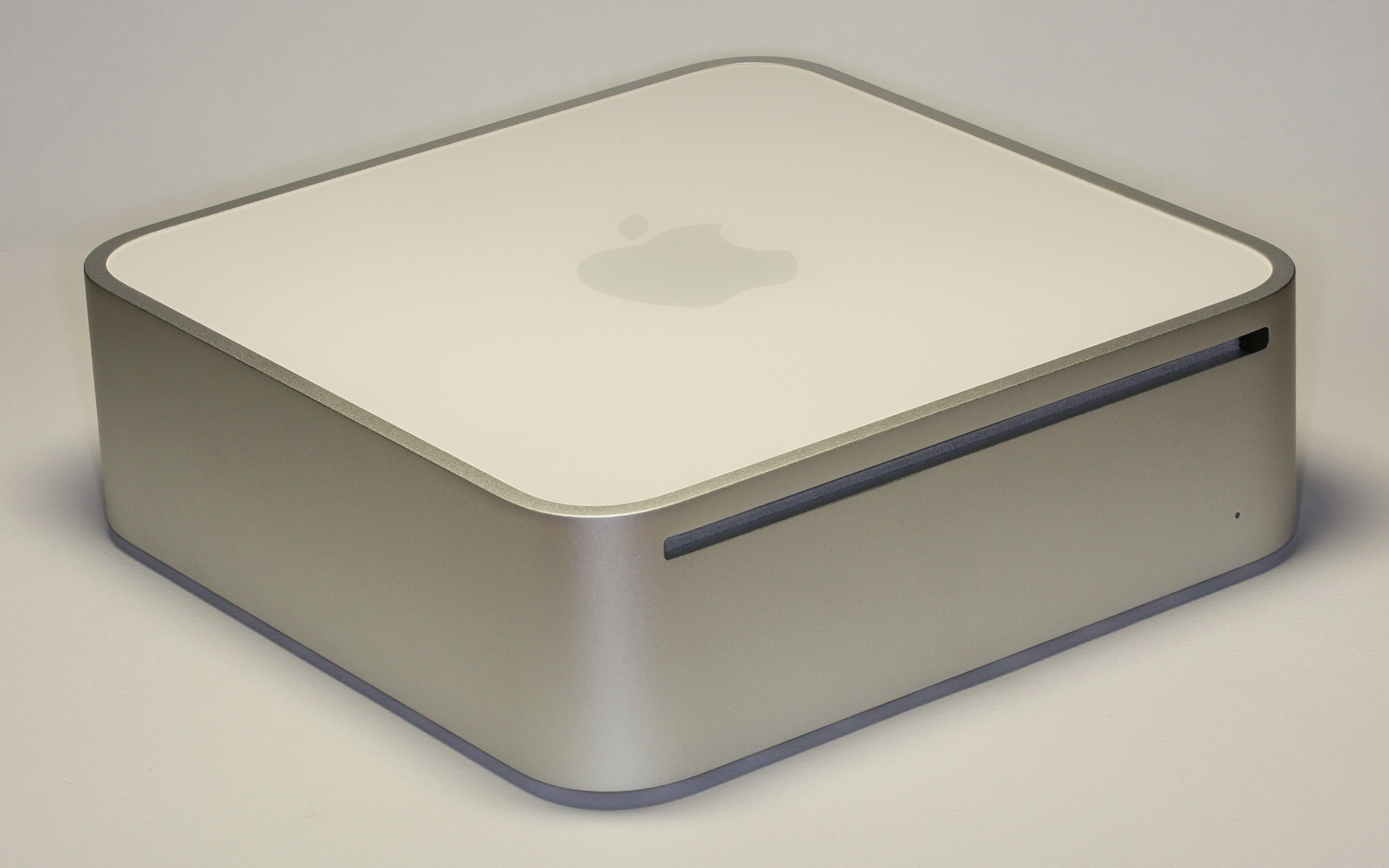
Čtvrtá generace
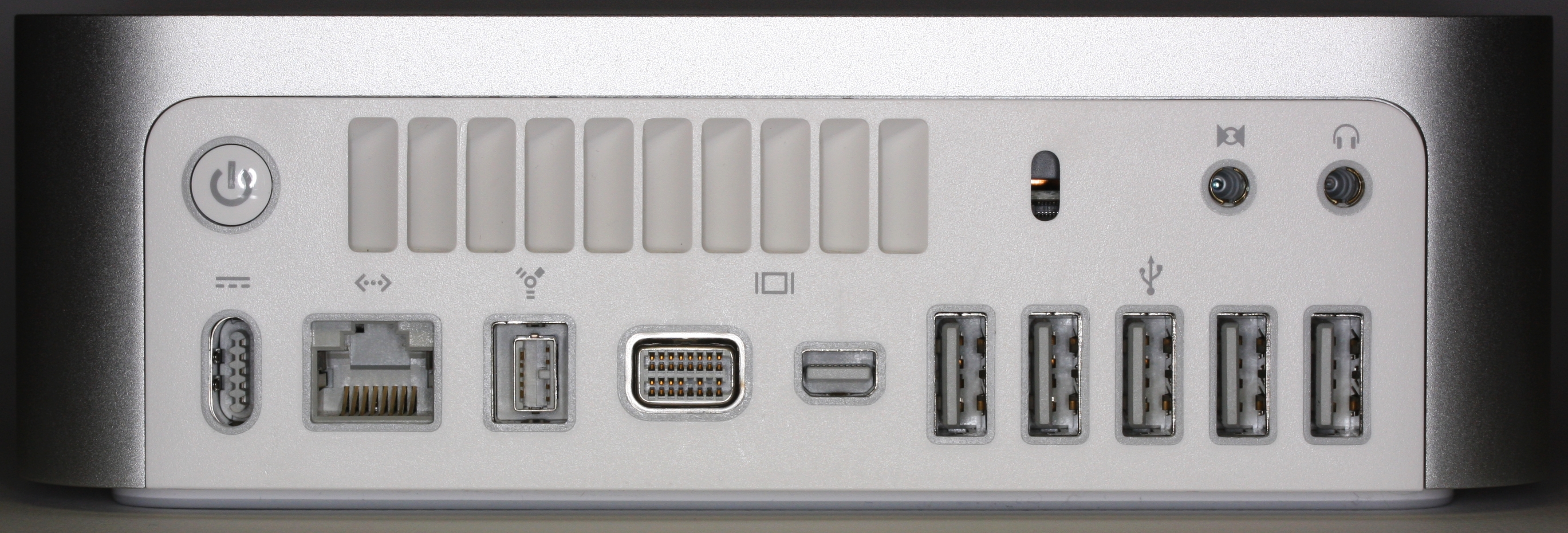
Porty u čtvrté generace
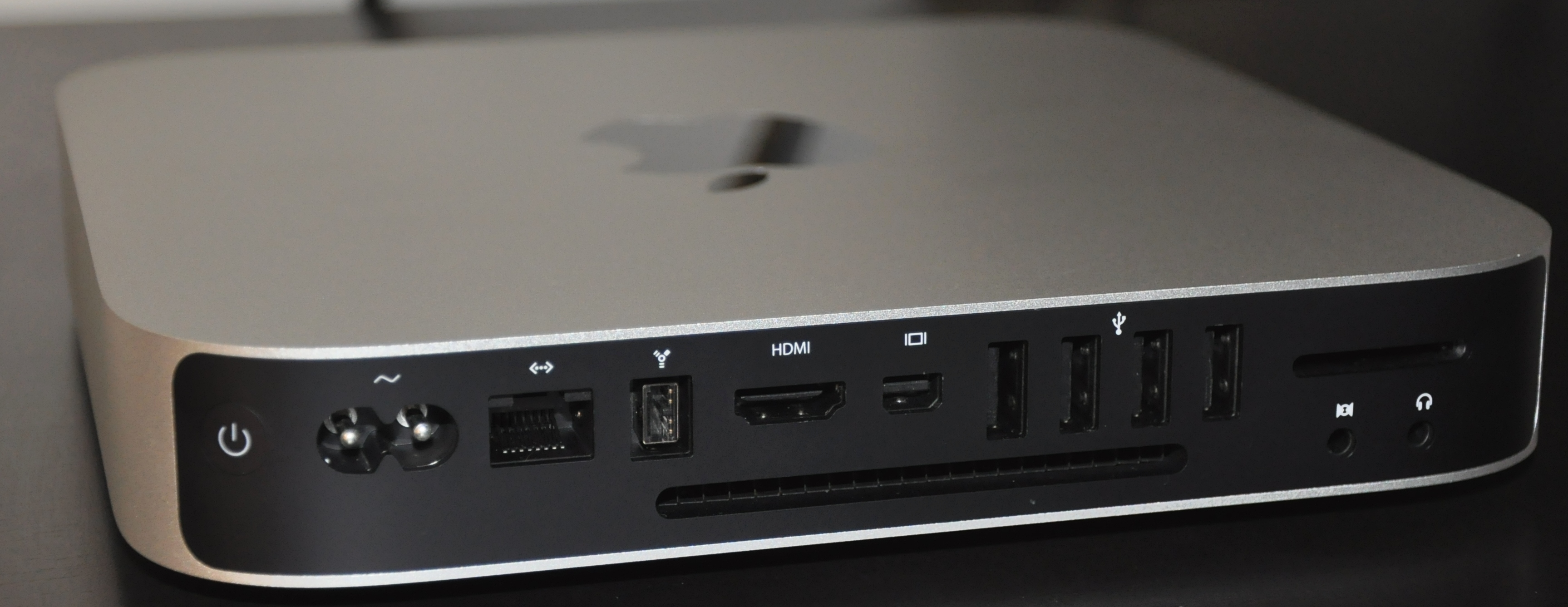
Porty u Unibody Mac mini